# Јелена Глинска
Јелена Васиљевна Глинска (рус. Елена Васильевна Глинская); рођена 1506, Велика кнежевина Литванија — 4. април 1538, Велика московска кнежевина) била је друга супруга великог московског кнеза Василија III, мајка цара Ивана IV Грозног и регенткиња током његовог детињства 5 узастопних година од 3. децембра 1533. до смрти 1538. године.

## Биографија
Јелена је рођена око 1506. године као ћерка кнеза Василија Лвовича Глинског († 1515. године), припадника татарске племићке породице Липка који је тврдио да потиче од монголског владара Мамаја, „кога је велики кнез Димитрије Иванович победио на Дону“ и српске принцезе Ане Глинске из српске племићке породице Јакшић. Према једној верзији, она је ћерка српског војводе Стефана Јакшића. Тачан датум рођења није сачуван у аналима. Међутим, став према овој верзији порекла Глинских је већ у XVI веку био критичан; Вероватно је то разлог зашто није била укључена у царски родослов, иако су Глински били у сродству са царем Иваном IV Грозним. Према другој верзији, Глински су могли потицати од Олговича (једне од грана Рјуриковича).
Пре протеривања, Глински су поседовали градове и земље на територији данашње Левообаљске Украјине.
Кнегиња Јелена је одрасла као достојанствена црвенокоса лепотица. Студирала је језике, политичку структуру земље, сликарство и уметност.

## Велика кнегиња
Године 1525. Василиј III је одлучио да се разведе од своје неплодне жене велике кнегиње Соломоније Сабурове и ожени се кнегињом Јеленом Глинском. Према хроникама, он је изабрао кнегињу Јелену „због лепоте њеног лица и њене младости”. Упркос снажном противљењу Руске православне цркве, развод је извршен. Венчали су се 21. јануара 1526. године. Херберштајн је известио да је велики кнез био толико жељан да удовољи својој изабраници да је чак обријао браду на европски начин, што је изазвало ужас у конзервативно настројеном друштву.
У време венчања, кнегиња Јелена је имала 14-16 година, а велики кнез Василије III је био скоро три пута старији. Пратила је свог мужа док је обилазио манастире Новгородске и Вологодске области.
Велика кнегиња Јелена је родила два сина — Ивана Васиљевича (будући цар Иван IV Грозни) 1530. и кнеза Јурија Васиљевича (будућег кнеза Јурија од Углича) 1532. године. Касније се причало да је довела вештице из Финске и народ Самија да јој помогне да затрудни уз помоћ магије.
21. септембра 1533. године пратила је свог мужа на ходочашћу у Тројице-Сергијев манастир.

## Намесница
На самрти, велики кнез Василије III је пренео своја овлашћења на велику кнегињу Јелену све док њихов најстарији син велики кнез Иван IV, који је тада имао само 3 године, не буде довољно зрео да управља земљом. Хронике тог времена не пружају мање или више прецизне податке о њеном правном статусу након Василијеве смрти. Зна се само да би се могло дефинисати као намесништво и да су јој бојари морали да се закуну на верност. Зато се време између Василијеве смрти 3. децембра 1533. и њене смрти 1538. године назива Јеленином владавином. Она је оспорила права својих девера, кнеза Јурија Ивановича и кнеза Андреја од Старице. Борба је завршена њиховим затварањем 1534. односно 1537. године.
У децембру 1533. године, велика кнегиња Јелена Васиљевна је заправо извршила државни удар, свргнувши са власти седам старатеља (намесника), укључујући свог девера и стрица, које је умирући велики кнез Василије III именовао својом последњом вољом, и постала владарка руске државе. Тако је постала прва владарка уједињене руске државе после велике кнегиње Олге (ако не рачунамо велику кнегињу Софију Витовтовну, чија је власт у многим руским земљама ван Московске кнежевине била формална).
Као жена не московског, већ литванског морала и васпитања, велика кнегиња Јелена Глинска није уживала симпатије ни бојара ни народа. Јеленин најближи савезник био је ожењени миљеник, кнез Иван Фјодорович Овчин Телепњов-Оболенски. Ова веза, а посебно арогантно понашање владаркиног миљеника, изазвала је неодобравање међу бојарима. Због изражавања ових осећања, кнеза Михаила Глинског је затворила његова братаница, велика кнегиња Јелена. И стриц и мужевљева два брата су умрли од глади у затвору.
Године 1534, по наређењу владарке Глинске, почели су да копају дубок јарак од Неглинске, око насеља. Радове су обављали сви обични људи без изузетка, осим бојара и бојарске деце. По завршетку радова, страни архитекта је поставио зидину Китај-города са четири куле и капијама близу рова, чиме је формиран Китај-город.
Јелена је била веома способна државница. Године 1535. спровела је валутну реформу којом је уведен јединствени монетарни систем у држави. Био је то сребрни новчић тежине 0,34 г. Ово је био важан корак у стабилизацији државне економије. У спољним пословима, успела је да потпише примирје са Литванијом 1536. године, на пет година, док је истовремено неутралисала Шведску, склопивши примирје на 60 година. У јануару исте године, примила је у Москви казанског кана Ших-Алију (Шигалеја) и његову супругу Фатму-султан. Касније се са Фатмом - султан састала одвојено.
Године 1537. велика кнегиња Јелена Глинска је закључила мировни уговор са пољским краљем Сигисмундом I, чиме је окончан Руско-литвански рат 1534-1537, познат и као „Стародубски рат“. Постигла је повољне услове за земљу уз помоћ професионалне и кохезивне војске. Краљ Сигисмунд I Јагелон је схватио да је то најбоље што ће добити од овог рата, који је опустошио пољску ризницу. Мировни споразум је задржао статус кво обе државе; Русија је изгубила Гомељску област, али је добила низ тврђава које су раније припадале Великом војводству Литванији. Шведска је била обавезана да не помаже Ливонском реду и Литванији. Исте године ухапсила је завереника кнеза Андреја Ивановича Старицког.
Дала је изградити нови одбрамбени зид око Москве да би заштитила Москву од напада. кримских Татара, позвала досељенике из Литваније, бесплатно откупила руске затворенике и подстицала мере да заштити путнике од уличних разбојника. Такође је забележено да је посетила неколико манастира. У негативном смислу, њена владавина је била озлоглашена због сукоба унутар владе узрокованих њеним блиским дружењем са згодним младим бојаром по имену Иван Фјодорович Овчина-Телепњев-Оболенски и митрополитом Данилом.

## Смрт
Велика кнегиња Јелена Глинска умрла је 4. априла 1538. године у 30-ој години живота. Неки историчари тврде да постоје докази да су бојари из породице Шујски отровали велику кнегињу Јелену Глинску и узурпирали власт након њене смрти. Студије спроведене вековима након  смрти велике кнегиње Јелене Рјурикович указују на присуство отрова за пацове у телу. Међутим, ова верзија се не сматра главном, јер се у то време жива често користила за производњу козметике, тако и као компонента многих лекова, што је могло изазвати смрт. Велика кнегиња Јелена је стално истицала своју лепоту, укључујући и дебео слој козметике. Недавна истраживања њених остатака иду у прилог тези да је била отрована.
Владар руске државе сахрањен је у Кремљу, у Вазнесењском манастиру. Након њене смрти, научници су прикупљали остатке на десетине пута како би сазнали више о великој кнегињи Јелени Глинској Рјурикович. На основу костију њене лобање израђен је портрет велике кнегиње Јелене.
Реконструкција изгледа велике кнегиње Јелене Глинске, спроведена коришћењем њене лобање, открила је њен долихоцефални тип (карактеристичан и за Балте и за северне Русе, као и за Србе, њена мајка била је Српкиња). Лице велике кнегиње Јелене Глинске је имало меке црте. Била је прилично висока за жене тог времена - око 165 цм и складно грађена. Велика кнегиња Јелена је имала ретку аномалију: један додатни лумбални пршљен. У гробници су се такође налазили остаци црвене косе, боје косе коју је од ње наследио син цар Иван IV Грозни.
Ако су се на почетку власти грађани земље с опрезом односили према странкњи која је преузела власт, онда су је пет година касније заволели. Они су приметили јачање заштите државних граница, финансијску стабилност и слабљење моћи бојара.

## Критика
Тестамент великог кнеза Василија III није сачуван. Прича о болести и смрти великог кнеза Василија III не говори ништа о преносу власти на суверенову жену; Летописи, посебно Воскресенска и Псковска прва, садрже супротне информације о овом питању. Званична Воскресенскаја извештава да је велики кнез Василије III оставио државу и младог владара на бригу своје жене и митрополита Данила. Псковски летопис говори о преносу власти на уски круг људи из бојарског круга. Данас је већина историчара склона веровању да је велики кнез Василије III намеравао да намесништво над Иваном, а сходно томе и власт у држави, пренесе на Савет старатељства.
Двадесет година неплодности у првом браку великог кнеза, „касно“ (четири године након венчања) појављивање деце код младе и здраве велике кнегиње Јелене Глинске довело је до нових гласина о неплодности великог кнеза Василија III. Такође су кружиле гласине да је прави отац кнежева био кнез Иван Фјодорович Овчина Телепнев Оболенски, који је био близак великој кнегињи Јелени. Сада већина научника признаје да гласине о Јелениној прељуби током њеног брака нису биле ништа више од измишљотине злонамерника. Не постоје директни докази о вези између велике кнегиње Јелене и кнеза Ивана Овчине Телепњев Оболенског пре смрти великог кнеза Василија III.

## Потомци
- Иван Васиљевич (будући цар Иван IV Грозни) (1530 — †1584) и
- Јуриј Васиљевич (будући кнез Јуриј од Углича) (1532 — †1563).

## Филм
- Филм „Иван Грозни“, режија Сергеј Ајзенштајн - Ада Војцик;
- ТВ серија „Иван Грозни“, режија Андреј Ешпај - Зоја Кајдановскаја.

## Историјски извори
Писма великог кнеза Василија III Ивановича кнегињи Јелени Глинској.